# Flykatastrofen
Flykatastrofen (russisk: Экипаж, translit.: Ekipasj) er en sovjetisk katastrofefilm i to dele fra 1980. Filmen er produceret af Mosfilm og er instrueret af Aleksandr Mitta. Filmens to dele er vidt forskellige i genre; Den første del af filmen er et melodrama, den anden en katastrofefilm. Filmen er den første katastrofefilm fra Sovjetunionen.
Filmen solgte 71,1 millioner billetter i Sovjetunionen og var nr. 6 på listen over mest solgte film i USSR i 1980.
Filmen blev genindspillet i 2016 i filmen Ekipazj instrueret af Nikolaj Igorevitj Lebedev.

## Handling
Filmens første del centrerer sig om flybesætningens privatliv, problemer i parforholdene m.v.
I filmens anden del lander en Tu-154 fra Aeroflot i den fiktive by Bidri, der synes at være placeret i en bjergrig del af Asien. Kort efter ødelægger et jordskælv byen og startbanen er ikke længere egnet til start (et andet fly - en Boeing – forsøger, men mislykkes). En kraftigt mudderskred nærmer sig hastigt byen, og der er ikke noget alternativ til at flygte ved at få flyet i luften. Det lykkes besætningen at få flyet i luften i sidste øjeblik. Men flyet bliver beskadiget under starten, og to af flyets piloter må i luften forsøge af reparere flyets halesektion og og højderor. De kommer tilbage mmed skader og forfrysninger, men det lykkes kaptajnen at berolige passagererne.
Under landing i Moskva opdager besætningen, at flyets bremser er beskadigede og ude a fstand til at bremse flyet i den kraftige regn. Det lykkes at lande flyet, men halen rives af og eksploderer i en ildkugle. Passagererne er dog uskadt og alle undslipper.

## Medvirkende
- Georgij Zjzjonov – Andrej Vasiljevitj Timtjenko
- Anatolij Vasiljev – Valentin Georgjevitj Nenarokov
- Leonid Filatov – Igor Skvortsov
- Aleksandra Jakovleva – Tamara
- Irina Akulova – Alevtina